# جماجم ساكوباستوري

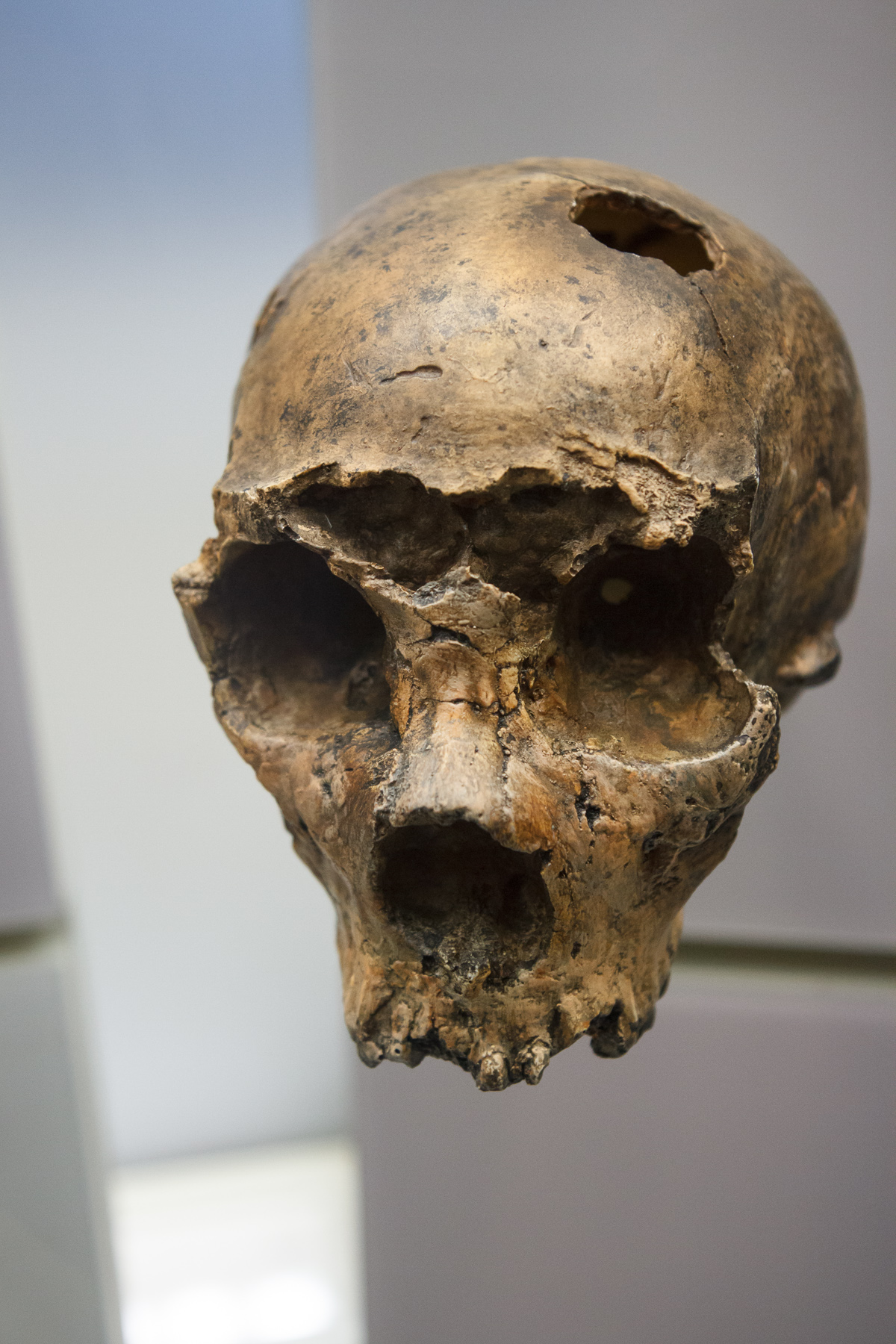
أحد جماجم ساكوباستوري.

جماجم ساكوباستوري هي زوج من جماجم قردة عليا متحجرة عثر عليها في نهر أنين في لاتسيو بإيطاليا. كانت تقع في حفرة مليئة بالحصى على بعد حوالي 2.5 كم قبل أن يندمج نهر أنين مع نهر التيبر. اكتُشفت أول جمجمة في عام 1929، ويبدو أنها تنتمي لأنثى بالغة. عثر الأستاذين برويل وبلانك على الجمجمة الثانية في عام 1935، ويُشكلا جزءًا من وجه رجل يبلغ من العمر 35 عامًا. يبدو أن كلتا العيّنتين للإنسان البدائي نياندرتال، لكن خصائص العرض تختلف عن جماجم نياندرتال الكلاسيكية.
حُفظت الجماجم في معهد الأنثروبولوجيا بجامعة روما، ثم تحت إشراف الأستاذ سيرجيو سيرجي. خلال الحرب العالمية الثانية، خبأها للحفاظ عليها من الضباط الألمان الذين يبحثون عن كنوز أحفورية، وعندما تقاعد البروفيسور سيرجي كمدير، انتقلت الجماجم إلى حوزته الشخصية.
في عام 2015، أُعيد تأريخ الحفريات ووجد أنها أقدم بكثير مما كان يعتقد سابقًا، وخلصت الدراسة الجديدة إلى أنه ينبغي تأريخ الحفريات إلى حوالي 250.000 عام، مما يؤدي إلى تراجع عمر الحفريات بأكثر من 100000 عام وبالتالي تتغلب على رجل التمورا باعتباره أول دليل على إنسان نياندرتال في إيطاليا. كانت الدراسة الجديدة عبارة عن جهد تعاوني قام به الجيولوجيون من المعهد الوطني للفيزياء الجيولوجية والبراكين بالتعاون مع علماء الأنثروبولوجيا وعلماء الحفريات من جامعة سابينزا وجامعة ويسكونسون. يتماشى هذا التأريخ الجديد مع العمر المنسوب لأحد عشر قطعة أثرية حجرية وجدت بجانب حفريات ساكوباستوري، والتي كان يُعتقد أنها أقدم من التاريخ الذي قٌيّم سابقًا للحفريات.